# Latham Sportscars
Latham Sportscars war ein britischer Hersteller von Automobilen.

## Unternehmensgeschichte
Paul und Julia Latham-Jackson betrieben in Bicester in der Grafschaft Oxfordshire Specialist Cars, ein Geschäft für Kit Cars. 1983 stellten sie einen Prototyp her, den sie auf der Kit-Car-Show in Stoneleigh präsentierten. Daraufhin zogen sie nach Newlyn Coombe bei Penzance in Cornwall, gründeten das Unternehmen Latham Sportscars und begannen mit der Produktion von Automobilen und Kits. Der Markenname lautete Latham. Andrew Dawkes unterstützte sie dabei. Aufgrund der geringen Nachfrage verließen die beiden Männer das Unternehmen und arbeiteten für TWR bzw. Triumph Motorcycles, woraufhin es Julia Latham-Jackson alleine führte. 1988 erfolgte der Umzug zurück nach Bicester. 1990 endete die Produktion. Insgesamt entstanden 26 oder 27 Exemplare.

## Fahrzeuge
Der F 1 von 1983 basierte auf einem Triumph TR 3. Er hatte eine Ähnlichkeit mit einem Modell von Falcon Cars bzw. mit dem Jaguar XK-SS. Er blieb ein Einzelstück.
Der F 2 bzw. F 2 Super Sports bzw. Super Sports erschien 1983 und blieb bis 1990 im Angebot. Als Fahrgestell diente ein Monocoque aus Fiberglas mit vorderem und hinterem Hilfsrahmen. Viele Teile kamen vom Triumph Dolomite.

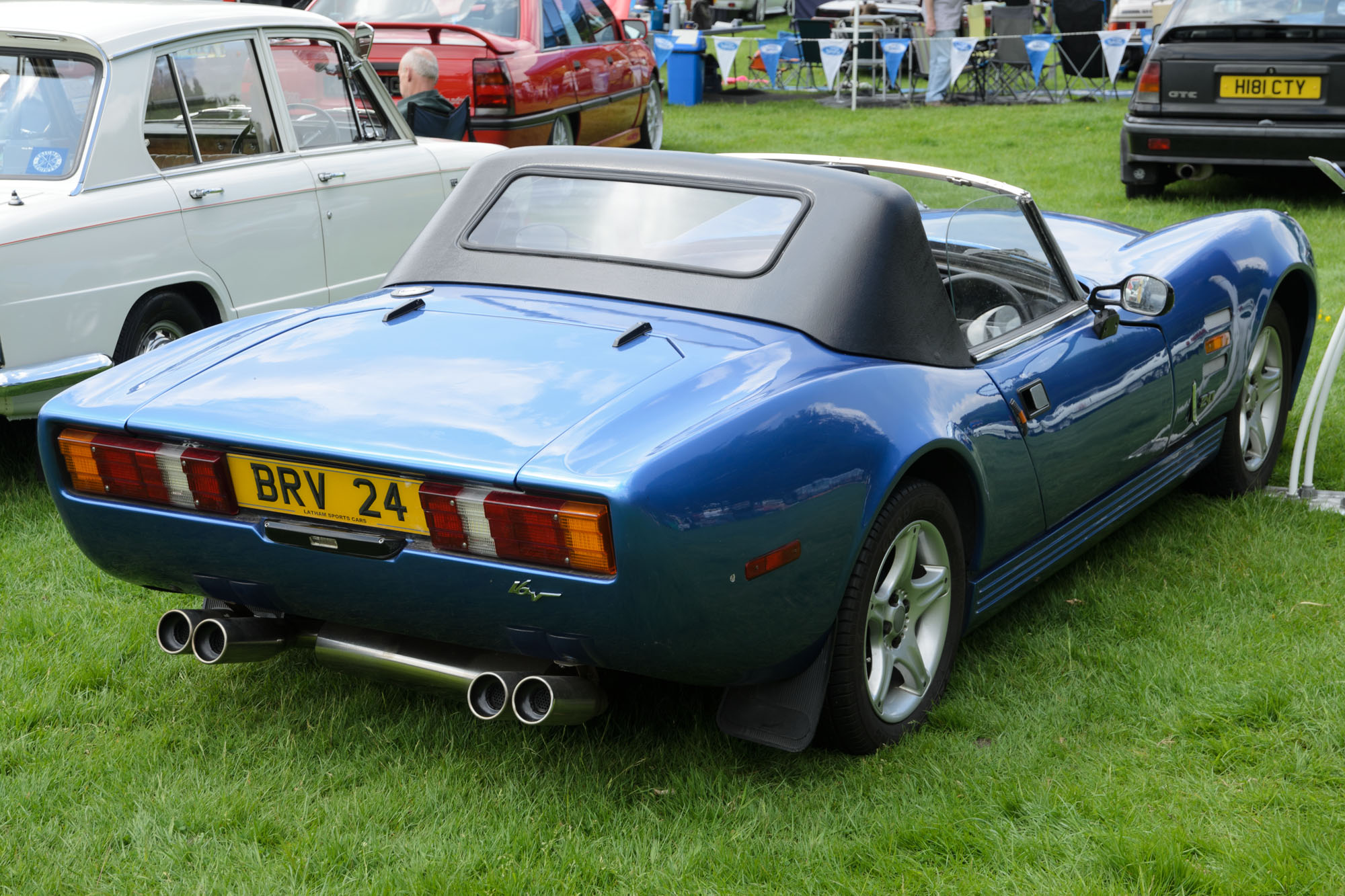
Latham F2
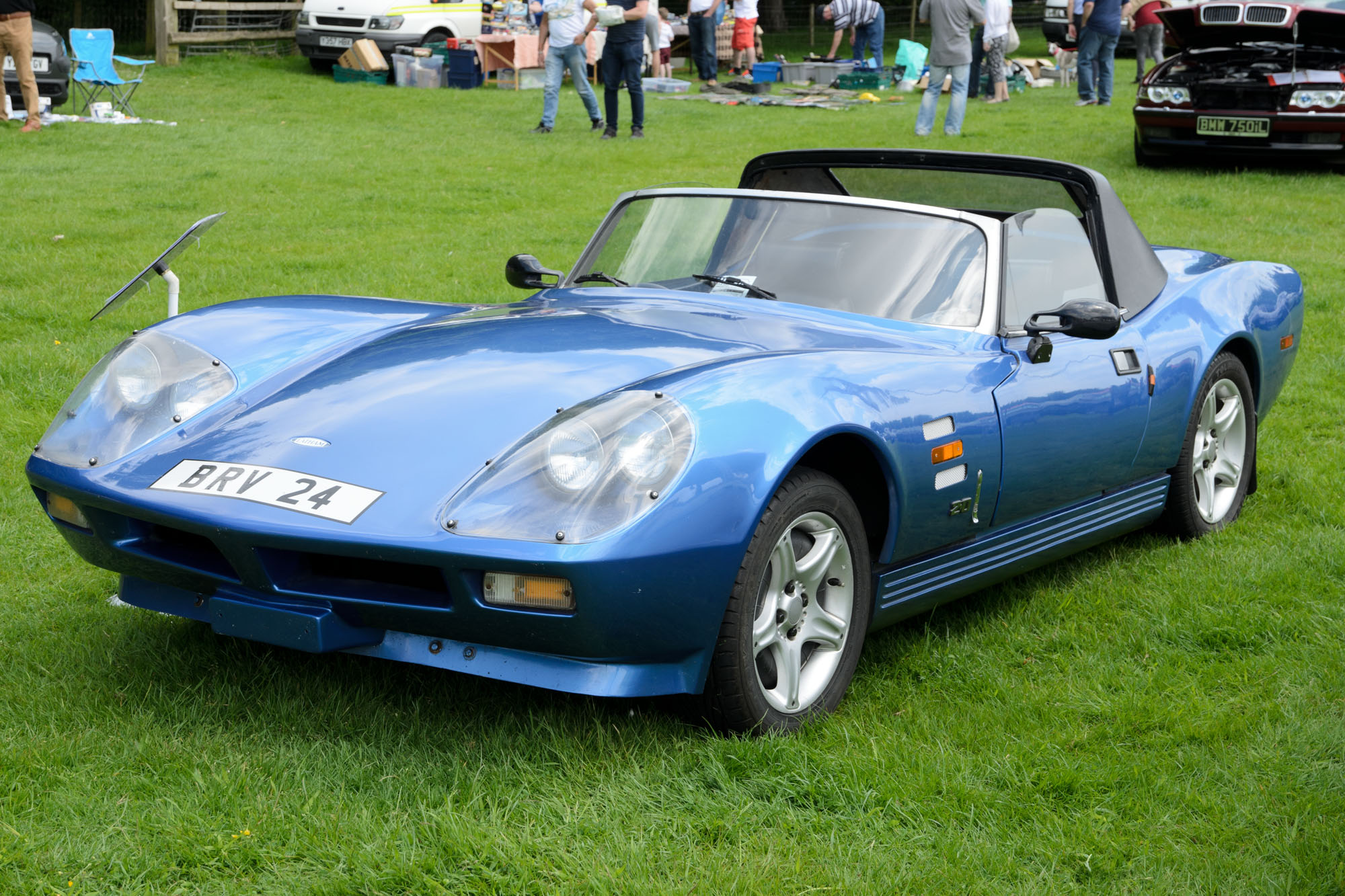
Latham F2
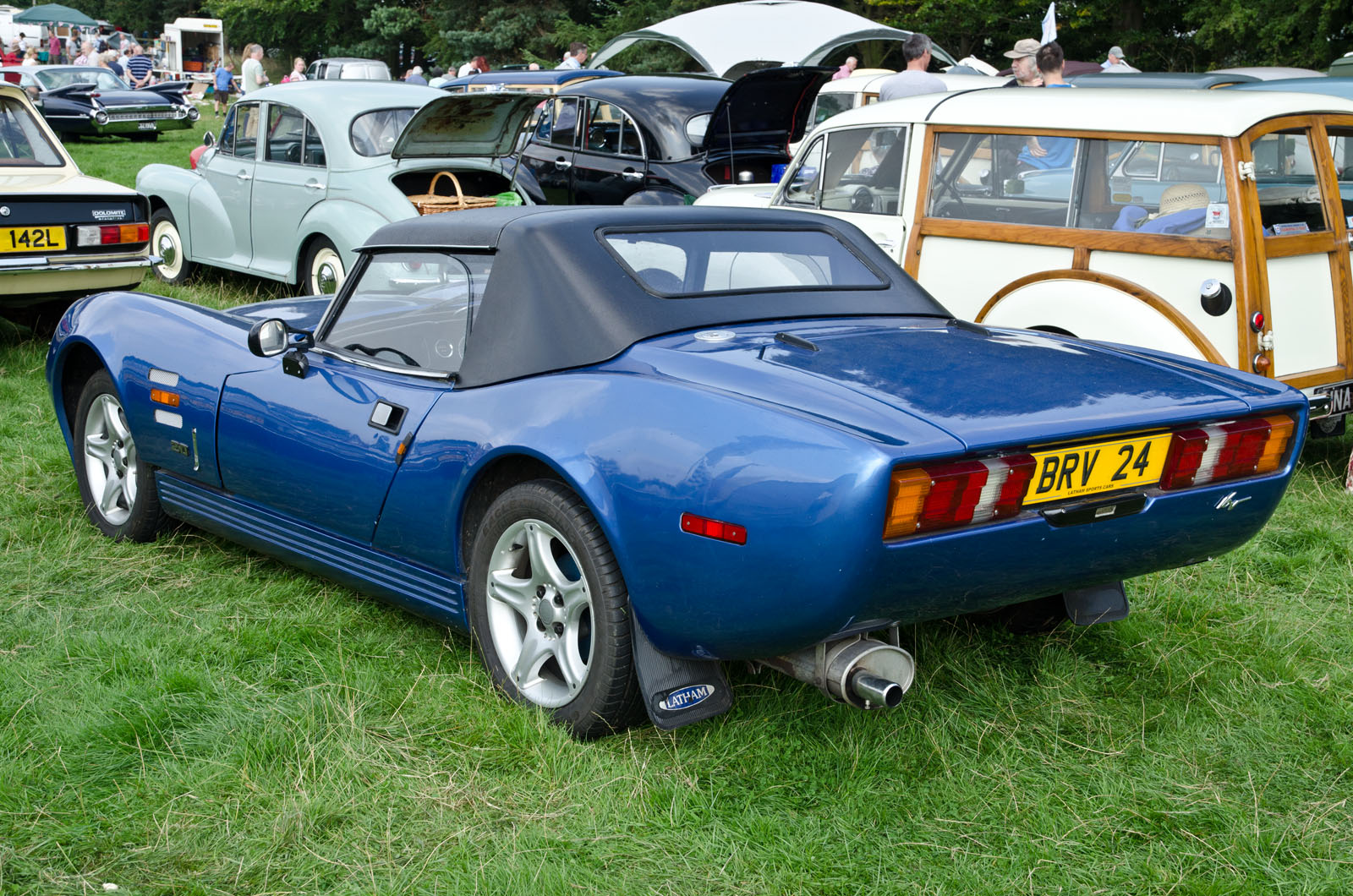
Latham F2
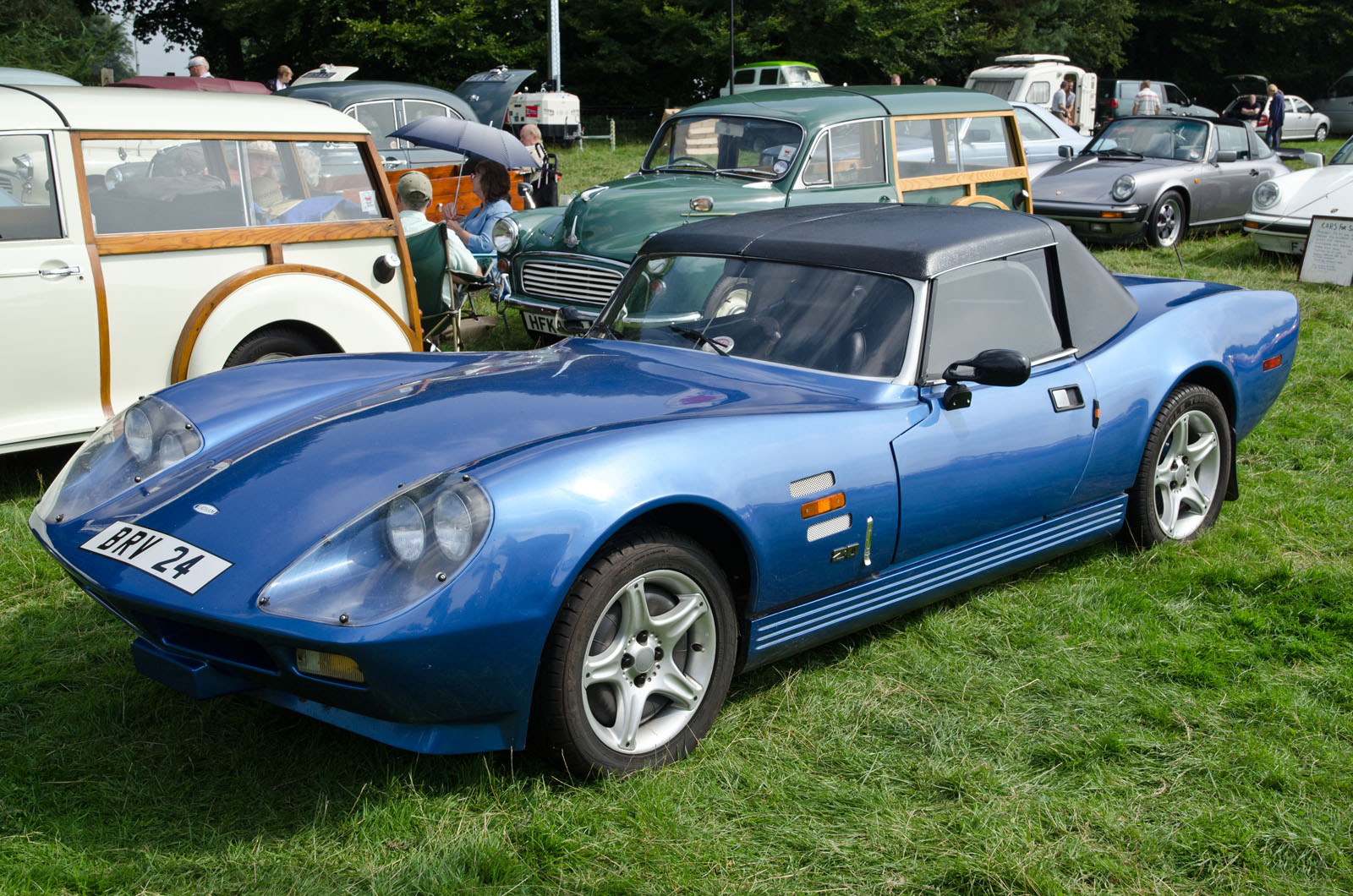
Latham F2
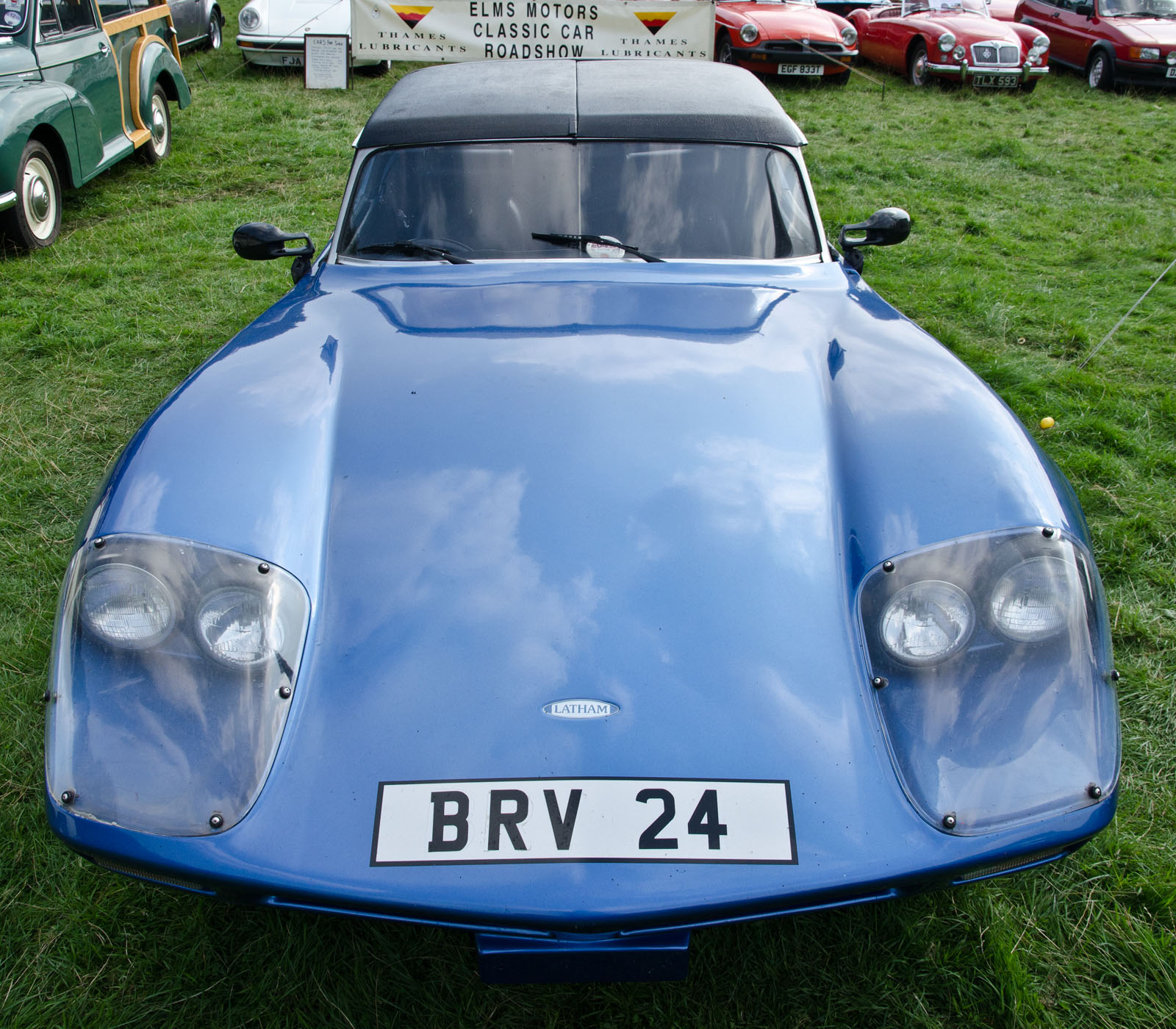
Latham F2